# Dave Morris (acteur)
Pour les articles homonymes, voir Morris et Dave Morris.
Dave Morris, né le 7 juin 1884 à Chicago (Illinois) et mort le 27 novembre 1955 à Los Angeles, Californie), est un acteur américain.

## Filmographie partielle
- 1914 : Charlot danseur (Tango Tangles) de Mack Sennett
- 1927 : Tracked by the Police de Ray Enright
- 1929 : Junon et le Paon (Juno and the Paycock) d'Alfred Hitchcock
- 1939 : Et la parole fut (The Story of Alexander Graham Bell) d'Irving Cummings
- 1939 : Vers sa destinée (Young Mr. Lincoln) de John Ford
- 1940 : Le Roman de Lillian Russell (Lillian Russell) d'Irving Cummings
- 1941 : L'Étang tragique (Swamp Water) de Jean Renoir et Irving Pichel
- 1945 : Crime passionnel (Fallen Angel) d'Otto Preminger
- 1948 : Bonne à tout faire (Sitting Pretty) de Walter Lang
- 1948 : Infidèlement vôtre (Unfaithfully Yours) de Preston Sturges